# Sigillaria
Sigillaria, izumrli rod likopsida veličine stabla iz razdoblja karbona (prije oko 360 do 300 milijuna godina) koji su srodni modernim mahovinama. Sigillaria je imala jedno ili rijetko razgranato deblo koje je karakterizirao vitko drvo i debela kora. Dugi, tanki listovi rasli su u spirali uzduž debla, ali su se zadržali samo u blizini vrha; na donjim dijelovima biljke gdje je otpalo lišće ostali su karakteristični poligonalni lisni ožiljci. Sigillaria se razmnožava sporama dvije različite veličine. Veće megaspore su proizvodile jajne stanice, dok su manje mikrospore proizvodile spermijske stanice. Čini se da Sigillaria preferira mineralna tla riječnih poplavnih nizina, za razliku od svog srodnika, Lepidodendrona, koji je rastao u močvarama koje stvaraju treset. Ova sklonost bolje dreniranim tlima možda je omogućila Sigillaria da preživi isušivanje velikih ugljenih močvara koje je dovelo do izumiranja mnogih likopsida veličine stabla tijekom sredine pennsylvanskog potrazdoblja (prije 318 do 299 milijuna godina).

## Vanjske poveznice
|  | Zajednički poslužitelj ima još gradiva o temi Sigillaria |
|  | Wikivrste imaju podatke o taksonu Sigillaria             |